# Tolisa
Tolisa ist ein Dorf im Kanton Posavina im Nordosten Bosnien und Herzegowinas. Das Dorf liegt etwa vier Kilometer westlich des Hauptortes Orašje am rechten Flussufer der Save an der Mündung des Flusses Tolisa.

## Geschichte
Tolisa wird erstmals im 13. Jahrhundert erwähnt und wird oft mit der ersten Volksschule in Verbindung gebracht. Der Name kommt vom altgriechischen θολός tholós („Schmutz, Schlamm“) und bedeutet sinngemäß „trübes Wasser“, was sich auf den Fluss Tolisa bezieht.

## Einwohner
Politisch gehört Tolisa zu der Gemeinde Orašje und der Gespanschaft Posavina. Flächenmäßig ist es eines der größeren Dörfer der Gemeinde Orašje und hat eine Fläche von 121,8 km². Im Norden grenzt Tolisa an Kroatien, im Osten an das Dorf Donja Mahala, im Südosten an das Dorf Kostrč und im Westen an die Gemeinde Domaljevac-Šamac.
Im Jahr 2007 betrug die Zahl der Einwohner ca. 3420.

## Die Schule
In der ersten Hälfte des 19. Jahrhunderts gab es in Bosnien viele Überschwemmungen, viele Einwohner wurden schwer krank und überall verbreitete sich Armut und Elend. Aufgrund schlechter Lebensbedingungen hatten nur wenige den Bedarf an Schreibkenntnissen und es gab nur Privatschulen, die nur privilegierte Schüler besuchen durften.
Im Jahr 1823 kam es zu einer großen geschichtlichen Veränderung, was das Schulwesen in Bosnien angeht. Franziskaner Ilija Starčević bekam wegen seiner Verdienste die Erlaubnis, die erste Volksschule in Bosnien und Herzegowina zu bauen. Im selben Jahr wurde die Schule im Zentrum des Dorfes Tolisa erbaut.
Im Laufe der Geschichte wurde sie einige Male abgerissen und auf verschiedenen Plätzen wieder aufgebaut. Jetzt steht sie etwas größer als früher gegenüber dem Platz, wo die erste Volksschule stand.

## Kirche und das Franziskanerkloster in Tolisa
Das Franziskanerkloster in Tolisa stammt aus der Mitte des 19. Jahrhunderts. Zur Zeit der osmanischen Herrschaft in Bosnien wurden alle Klöster im 17. Jahrhundert zerstört, so dass viele Katholiken diese Gegend verließen und sich an der anderen Uferseite des Flusses Save ansiedelten. Erst Mitte des 18. Jahrhunderts wurden die katholischen Kirchen und Klöster in der Geschichte erwähnt. 1784 hat sich die Pfarrei Tolisa von der Pfarrei Ravna getrennt und ist 1802 zur selbständigen Pfarrei ernannt worden. Am Anfang des 19. Jahrhunderts hatte Tolisa eine große Bedeutung als kulturelles und religiöses Zentrum. Im Jahr 1862 wurde der Grundstein für das Kloster gelegt. Das jetzige Kloster mit Bibliothek und Museum wurde 1923 erbaut.
1864 hat man die größte Kirche in Bosnien und Herzegowina angefangen zu bauen (58 × 20 m), die 1881 fertig gebaut worden war. Architektonisch gesehen ist die Kirche eine dreischiffige Säulenbasilika mit zwei Kirchtürmen. Aufgrund der einzigartigen Form der Kirchtürme unterscheidet sich „Uznesenje Blažene Djevice Marije“ von allen anderen Kirchen in Bosnien.